# Donald Cammell
Donald Seton Cammell (* 17. Januar 1934 in Edinburgh, Schottland, Vereinigtes Königreich; † 24. April 1996 in Los Angeles, Kalifornien, USA) war ein schottischer Maler, Drehbuchautor und Filmregisseur. Er ist vor allem für seinen Debütfilm Performance bekannt, für den er das Drehbuch schrieb und bei dem er gemeinsam mit Nicolas Roeg Regie führte.

## Biografie
Donald Cammell wurde am 17. Januar 1934 im Outlook Tower in Edinburgh geboren. Er war der ältere Sohn des Dichters und Schriftstellers Charles Richard Cammell, der unter anderem ein Buch über den Okkultisten Aleister Crowley schrieb, und dessen Frau Iona Macdonald, einer Expertin für schottisches Brauchtum. Charles Cammell war ein Erbe des Schiffsbauimperiums Cammell Laird, hatte sein Vermögen jedoch durch Fehlinvestitionen und im Börsencrash von 1929 verloren. Donalds zweiter Vorname „Seton“ stammt von seinem Paten, dem schottischen Naturforscher Seton Gordon. Donald besuchte die Westminster School und die Byam Art School.

### Malerkarriere
Cammell war ein begabter Maler, der im Alter von 16 Jahren ein Stipendium für die Royal Academy erhielt. Anschließend studierte er in Florenz bei Annigoni und arbeitete danach erfolgreich als Porträtmaler in London.
Nach dem Ende einer kurzlebigen frühen Ehe mit der griechischen Schauspielerin Maria Andipa, mit der er einen Sohn hatte, zog er 1960 nach New York, wo er das Model Deborah Dixon kennenlernte. Mir ihr ging er 1961 nach Paris und begann Drehbücher zu schreiben.

### Kinokarriere
Zunächst schrieb er die im Swinging London spielende Entführungsgeschichte The Touchables (deutscher Titel Zwischen Beat und Bett), die mit einem überarbeiteten Drehbuch unter der Regie von Robert Freeman 1968 verfilmt wurde und floppte. Es folgte, in Zusammenarbeit mit Harry Joe Brown Jr., das Drehbuch zur Krimikomödie Duffy (deutscher Titel: Duffy, der Fuchs von Tanger), das 1968 von Robert Parrish mit James Coburn, James Mason und James Fox inszeniert wurde. Der Misserfolg des Films frustrierte Cammell derart, dass er sich entschloss, künftig selbst Regie zu führen. Über Deborah Dixon lernte er Anita Pallenberg kennen, gelangte in den Dunstkreis der Rolling Stones und zog nach London.
Der erste Film, bei dem Donald Cammell Co-Regisseur war, war Performance mit James Fox, Mick Jagger und Anita Pallenberg in den Hauptrollen, eine gewalttätige, sexuell doppeldeutige Geschichte über Gangster aus dem Londoner East End und einen zurückgezogen lebenden Rockstar. Die damaligen Kritiken fielen unterschiedlich aus, aber am einprägsamsten war vielleicht John Simon vom New York Magazine, der sagte, es sei „der abscheulichste Film, der je gedreht wurde“. Der Film hatte großen Einfluss auf die Arbeit anderer Regisseure und gilt als Kultfilm.
Nach dem Erscheinen von Performance zog Cammell nach Los Angeles, wo er zunächst vergeblich verschiedene Filmprojekte, unter anderem mit Marlon Brando, zu realisieren versuchte. Er heiratete die US-amerikanische Schriftstellerin China Kong, mit der er Drehbücher entwickelte. Eines der Projekte Cammells war der Kurzfilm The Argument, das er mit dem Kameramann Vilmos Zsigmond zu drehen begann, aber nicht vollendete. Erst nach Cammells Tod wurden die Negative wieder aufgefunden und der Film von Freunden fertiggestellt.
Cammells nächster Spielfilm war Demon Seed von 1977 (deutscher Titel: Des Teufels Saat) mit Julie Christie. In diesem Science-Fiction-Thriller, basierend auf einem Roman von Dean R. Koontz, übernimmt ein Supercomputer das Haus eines Wissenschaftlers und terrorisiert und schwängert dessen Frau. Die im gleichen Jahr erschienenen Filme Star Wars und Unheimliche Begegnung der dritten Art machten einen Erfolg für Cammells Film schwierig.
Cammell musste bis 1987 warten, um sein nächstes Filmprojekt White of the Eye (deutsch: Das Auge des Killers) über einen Serienmörder fertigzustellen. Cammells letzter Film war der Erotik-Thriller Wild Side (1995) mit Anne Heche, der von der Produktionsgesellschaft zunächst in einer stark überarbeiteten Version veröffentlicht wurde. Erst einige Zeit nach Cammells Tod erschien ein Director’s Cut.
1998 erschien Donald Cammell: The Ultimate Performance, ein Dokumentarfilm über Donald Cammell von Kevin Macdonald und Chris Rodley.

### Tod
Cammell erschoss sich am 24. April 1996 in seinem Haus Hollywood. Es gibt die Legende, dass er sich auf eine Weise in den Kopf geschossen habe, dass er nicht direkt starb. Seine Witwe China Kong berichtete, dass Cammell noch 45 Minuten gelebt und „in einem Zustand der Klarheit und Ekstase“ die ganze Zeit geredet habe.

## Filmografie
- The Touchables, Vorlage zum Drehbuch (1968)
- Duffy, am Drehbuch beteiligt (1968)
- Performance, Drehbuch, Regie zusammen mit Nicolas Roeg (1968; veröffentlicht 1970)
- The Argument (Kurzfilm 1972, zunächst unvollendet; veröffentlicht postum 1998), Drehbuch, Regie[5]
- Des Teufels Saat, englischer Originaltitel: Demon Seed, Regie (1977)
- Lucifer Rising, als Schauspieler beteiligt (1980)
- Das Auge des Killers, englischer Originaltitel: White of the Eye, Regie, Drehbuch zusammen mit seiner Frau China Kong (1987)
- Wild Side, Regie, Drehbuch zusammen mit seiner Frau China Kong (1995; „Director’s Cut“ veröffentlicht 1999)